# Nouchka Fontijn
Nouchka Fontijn (Roterdã, 9 de novembro de 1987) é uma pugilista neerlandesa, medalhista olímpica. 

## Carreira
Nouchka Fontijn competiu na Rio 2016, na qual conquistou a medalha de prata no peso médio.